# Astarté

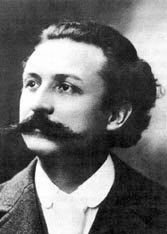
Xavier Leroux.

Astarté är en opera i fyra akter och fem scener med musik av Xavier Leroux och libretto av Louis de Gramont. Den hade premiär på Parisoperan den 15 februari 1901 i regi av Pedro Gailhard.

## Personer
| Roller    | Stämma             | Premiärbesättning den 15 februari 1901 (Dirigent: Paul Taffanel) |
| --------- | ------------------ | ---------------------------------------------------------------- |
| Omphale   | kontraalt          | Meyrianne Héglon                                                 |
| Herakles  | tenor haute-contre | Albert Alavarez                                                  |
| Phur      | Basbaryton         | Francisque Delmas                                                |
| Hylas     | tenor              | Léon Laffite                                                     |
| Euphanor  | bas                | Juste Nivette                                                    |
| Corybas   | tenor              | Georges Joseph Cabillot                                          |
| Déjanire  | sopran             | Louise Grandjean                                                 |
| Iole      | sopran             | Jeanne Hatto                                                     |
| Cléanthis | sopran             | Vera Nimidoff                                                    |
| En husa   | sopran             | Madeleine Mathieu                                                |

## Handling

### Akt 1
Herakles, hertig av Argos, planerar att förstöra gudinnan Astartes kult. Han ämnar bege sig till Lydien för att förgöra drottning Omphale, en grym och oanständig beskyddare av gudinnan. Inget kan stoppa honom, inte ens hans hustru Deianeira. Hon vill ge honom en talisman som ska skydda honom mot Omphales förförelsekonster. Talismanen består av kentauren Nessos mantel, som Nessos gav henne och berättade att när Herakles satte på sig manteln skulle han aldrig se åt en annan kvinna igen. Hon ber Iole att följa efter maken och ger honom asken med den blodiga manteln.

### Akt 2
Herakles kommer till Lydien med sina män. De stannar utanför staden Sardes. Medan Herakles är ouppmärksam tar kvinnorna i staden tillfället i akt och charmar soldaterna, vilka följer med dem in i staden. När Herakles återvänder är alla borta, endast översteprästen Phur är där och bjuder in honom till staden.

### Akt 3
Herakles befinner sig inne i Omphales palats, samma palats som han skulle förstöra. Men i hennes närvaro kastar han sitt vapen och knäfaller inför henne. Hon begär att hela staden ska bevittna denna förnedring. Medan Herakles är förblindad av kärlek utför Phur kultceremonin. Efter hand övergår de lugna riterna till våldsamma orgier. Omphale sträcker ut armarna mot Herakles och han rusar i hennes famn.

### Akt 4
På morgonen sjunger Herakles och Omphale om sin lycka. Phur säger att deras lösa förbindelse inte kan mäta sig med äktenskapets lycka. Omphale vill inte höra talas om det och ber Astarte att göra slut på förbindelsen. Iole kommer förklädd som pojke. Hon förklarar sitt ärende och Omphale, som insett vem hon är, beordrar att hon ska stanna kvar och aldrig lämna henne. Herakles är klädd i manteln men blodet i manteln får honom att brinna. Han kastar bitar av manteln på palatsets väggar som börjar brinna. Staden brinner ner och Omphale beger sig till ön Lesbos för att tillbe Astarte.